# Plymouth Duster
Plymouth Duster – samochód sportowy typu muscle car klasy wyższej, a następnie samochód sportowy klasy kompaktowej produkowany w latach 1969–1976, 1985–1987 oraz 1992–1994.

## Pierwsza generacja

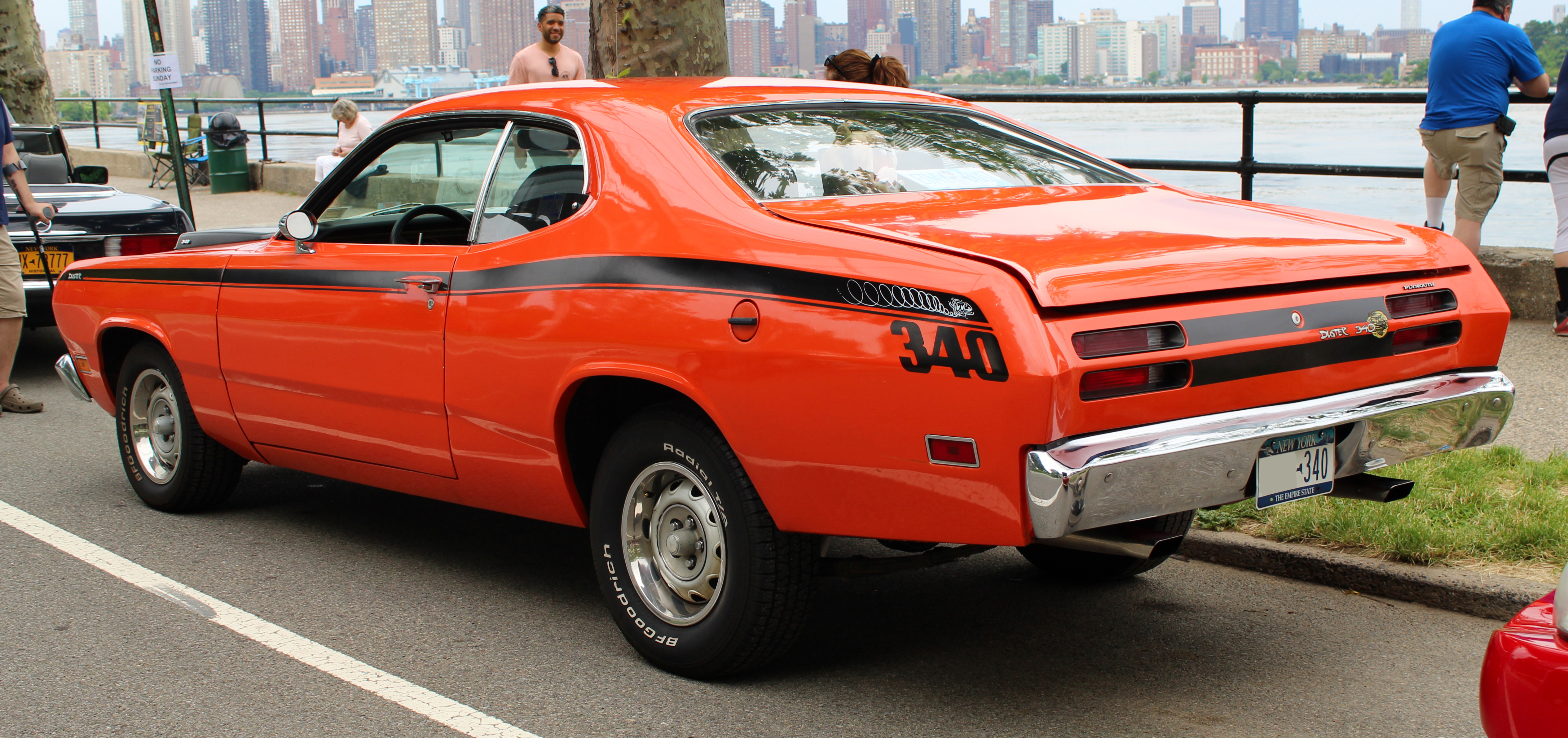
Plymouth Duster I - tył

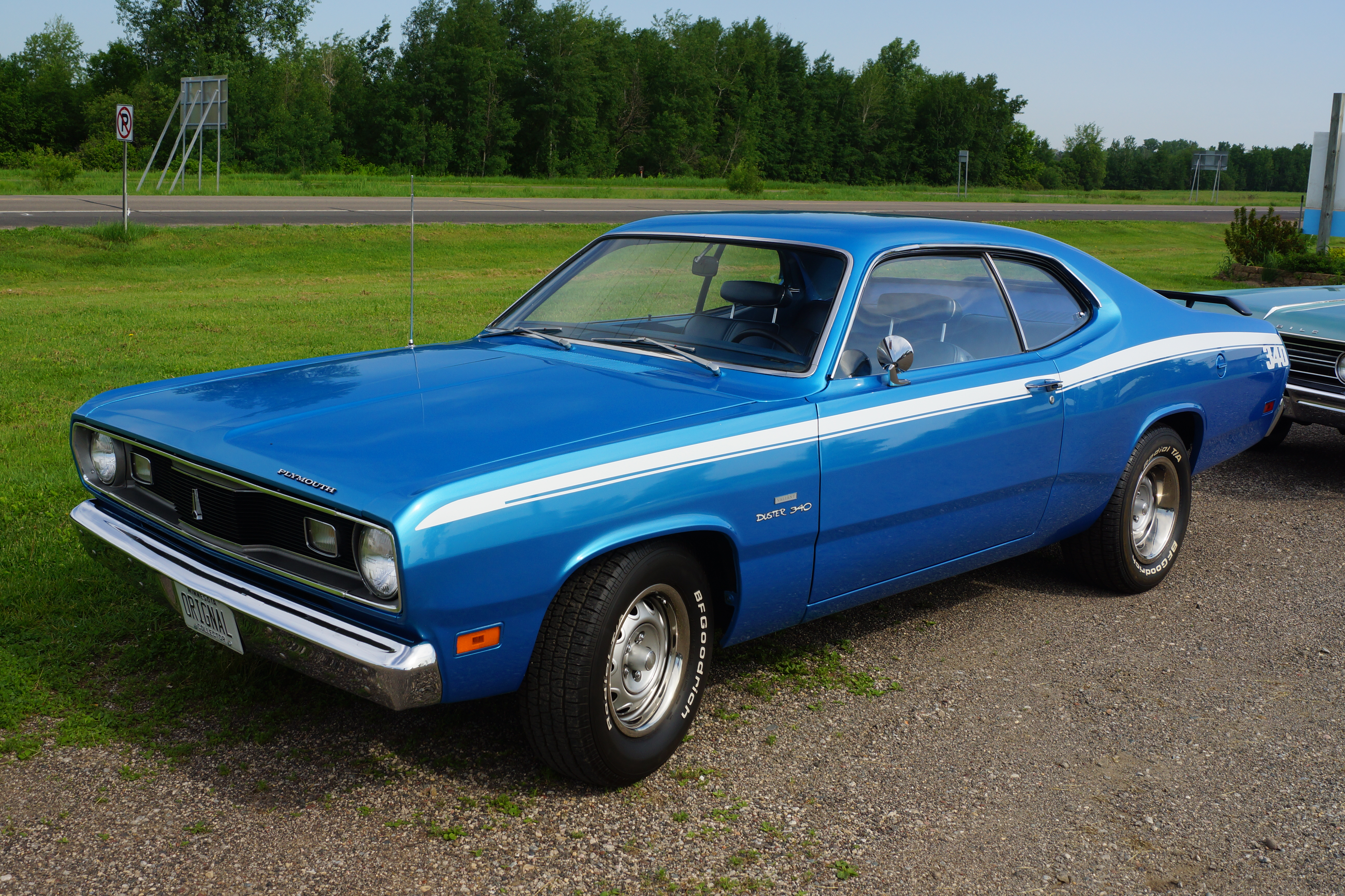
Plymouth Duster I 340

Plymouth Duster I został zaprezentowany po raz pierwszy w 1969 roku.
Na przełomie lat 60. i 70. XX wieku Plymouth podjął decyzję o zastąpieniu modelu Barracuda nowym, sportowym coupé o nazwie Duster. Samochód zbudowano na platformie koncernu Chryslera A-body, dzieląc wiele rozwiązań technicznych z modelem Valiant.
Charakterystycznym elementem Plymoutha Duster pierwszej generacji były okrągłe reflektory i płynna sylwetka nadwozia z charakterystycznym, wyżej poprowadzonym przetłoczeniem tylnego nadkola.

### Silniki
- 225 cu in (3,7l) Slant 6
- 318 cu in (5,2l) LA V8
- 340 cu in (5,6l) LA V8
- 360 cu in (5,9l) LA V8

## Druga generacja

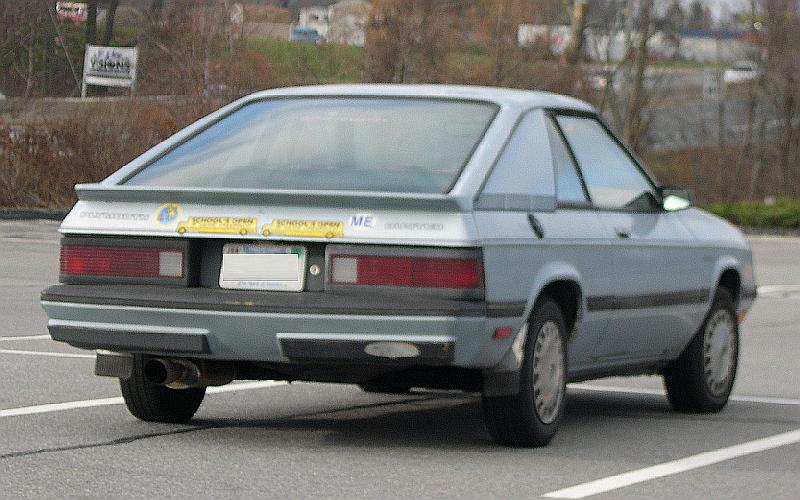
Plymouth Duster II - tył

Plymouth Duster II został zaprezentowany po raz pierwszy w 1985 roku.
W 1985 roku Plymouth zdecydował się przywrócić do użytku nazwę Duster po 9 latach przerwy na rzecz sportowej odmiany sportowego coupe Turismo.
Duster odróżniał się od niego mocniejszymi silnikami w ofercie, a także wizualnymi różnicami głównie w zderzakach i nakładkach na progi. Samochód uzyskał też nieznacznie bogatsze wyposażenie standardowe.

### Silniki
- 1,7l R4
- 2,2l R4

## Trzecia generacja

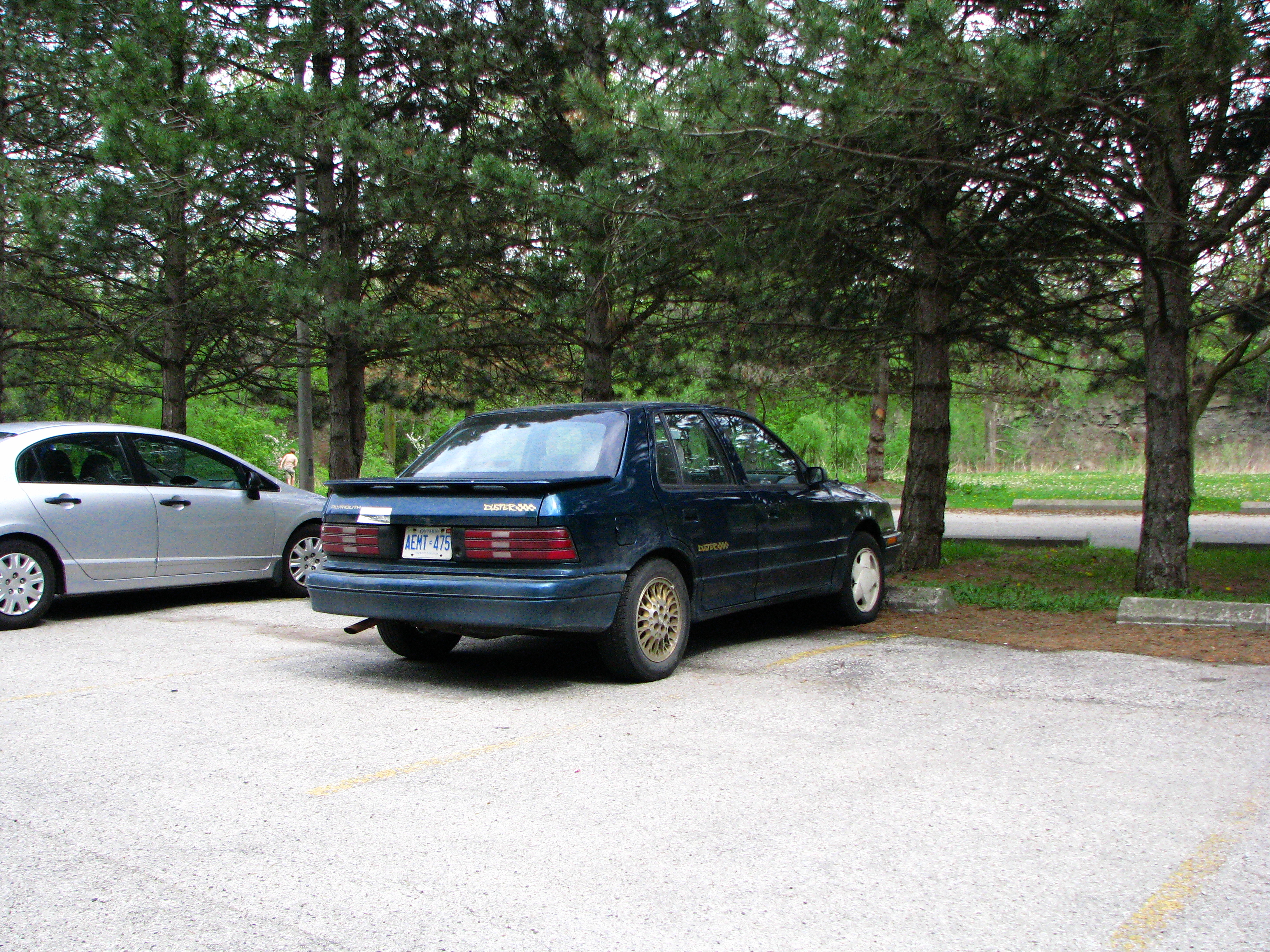
Plymouth Duster III - tył

Plymouth Duster III został zaprezentowany po raz pierwszy w 1992 roku.
5 lat po wycofaniu Dustera II, Plymouth po raz trzeci i zarazem po raz ostatni zdecydował się przywrócić do użytku nazwę Duster. Ponownie nie była ona autonomicznym modelem, lecz jedynie sportową odmianą modelu Sundance.
Duster III wyróżniał się sportowym ogumieniem, większymi alufelgami, spojlerami i nakładkami na progi, a także innymi dostępnymi lakierami i bogatszym wyposażeniem standardowym. Trwająca 2 lata produkcja zakończyła się w 1994 roku bez następcy.

### Silnik
- V6 3,0l 141 KM (105 kW)